# Erik Van Nevel
Erik Van Nevel (Hasselt, 19 februari 1956) is een Belgisch (koor-)dirigent en zanger.
Hij is zoon van dirigent/componist Leo Van Nevel en neef van Paul Van Nevel.
Hij kreeg zijn opleiding (hobo, zang, directie) aan de kunsthumaniora van het Lemmensinstituut te Leuven. Daarna volgde opleidingen aan het Koninklijk Conservatorium Brussel en Koninklijk Conservatorium Antwerpen, waarbij hij eerste prijzen haalde in de categorieën harmonieleer (1978) en directie (1978). Hij specialiseerde zich verder door privéstudies in binnen- en buitenland.
Hij werd assistent-docent koordirectie aan het Brussels conservatorium als ook per 1980 repetitor van het koor van de BRT in Brussel, een functie die hij tot 1985 aanhield. In Leuven begon hij in 1974 met de oprichting van Currende, waarmee hij specialist werd in de uitvoering van muziek uit de 16e tot 18e eeuw met name barokmuziek. Currende is een vernoeming naar bedelstudenten in de middeleeuwen, die van deur tot deur zongen. Het gezelschap kreeg in de loop der jaren diverse namen Capella Currende, Currende Consort en Capella Sancti Michaelis. Van 1983 tot 2000 was hij voorts kapelmeester van de Kathedraal van Sint-Michiel en Sint-Goedele. Met de gezelschappen trok hij heel Europa door, afgewisseld door plaatopnamen..
Op zanggebied sloot hij zich aan bij het Huelgas-ensemble van oom Paul Van Nevel.